# Charlot avventuriero
Charlot avventuriero (The Adventurer), anche noto con il titolo L'evaso, è un film interpretato, diretto e prodotto da Charlie Chaplin; fu proiettato la prima volta il 22 ottobre 1917.
Ultima collaborazione di Chaplin con la Mutual Film Corporation e ultima apparizione di Eric Campbell, "il cattivo" per eccellenza, che morì in un incidente automobilistico due mesi dopo la data di distribuzione del film: aveva 37 anni.
Nel ruolo dello chauffeur appare il giapponese Toraichi Kono, che era effettivamente chauffeur di Chaplin nella vita privata, ed anche suo maggiordomo, segretario, confidente, emissario, guardia del corpo e per ben diciotto anni, fino allo scoppio delle ostilità per la Seconda guerra mondiale, per cui tutti i giapponesi sul suolo statunitense furono internati. La macchina che appare fu la prima proprietà di Chaplin, una Locomobile azzurra dalle gomme bianche.

## Trama

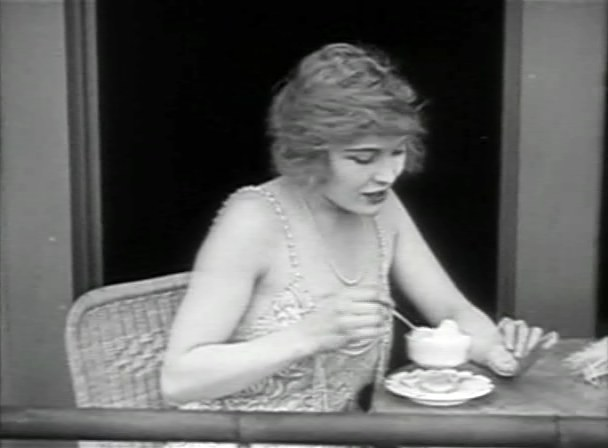
Edna Purviance in una scena del film

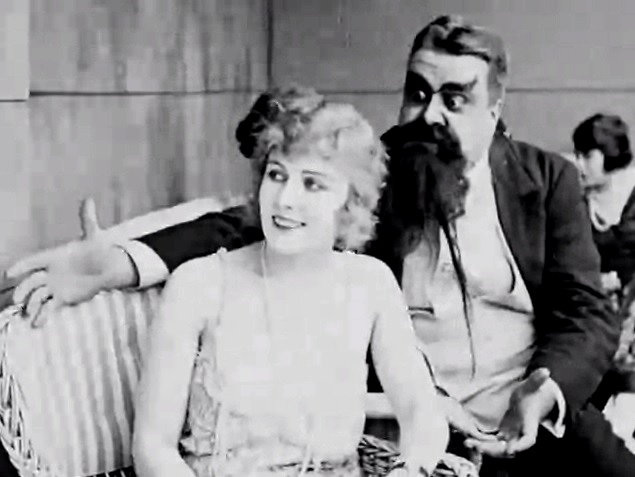
Edna Purviance e Eric Campbell

Charlot riesce rocambolescamente ad evadere da Sing Sing, ed a nuoto approda sulla spiaggia sottostante il molo dove la bella, il suo spasimante e la madre di lei si intrattengono in conversazione, quando inavvertitamente la madre finisce per cadere in acqua; la ragazza si dispera, il suo fidanzato codardamente non si butta nonostante gli inviti di lei che allora decide di tuffarsi in soccorso della genitrice, ma rischierebbe anch'essa l'affogamento se non intervenisse in suo soccorso Charlot, che recupererà anche la madre e sta per salvare anche il corpulento fidanzato di lei, tuffatosi finalmente, quando questi con violenza stordisce Charlot che privo di sensi finisce trasportato dalle onde sulla spiaggia dove sarà soccorso dallo chauffeur della ragazza e trasportato nella residenza della nobile famiglia di lei.
Si risveglia Charlot in un morbido letto come non ne ha probabilmente mai avuti in vita sua, e superato l'attimo di sconcerto quando la vista del pigiama a strisce che indossa gli fanno temere di essere nuovamente carcerato, si adatta perfettamente al tenore della nobile casa e si aggira elegante tra gli occupanti ed i loro invitati al quale la ragazza lo presenta come l'eroe che la salvò, suscitando la gelosia del suo fidanzato. La nobiltà, si sa, ama il ballo, la piacevole conversazione ed in entrambe le attività eccelle il nostro eroe, incontrando qualche difficoltà solo nella consumazione di un gelato, sulla terrazza, in compagnia della dolce sua conquista, quando gli scivolerà nei calzoni procurandogli un certo fastidio per liberarsi dal quale lo fa scivolare lungo l'estremità, andando a finire (il gelato) di sotto sulla schiena nuda di una grassa nobildonna e scivolandole sempre più giù; si prodigherà lo spasimante codardo a recuperare il gelato nel vestito della signora introducendovi le mani, suscitando lo sdegno e la reazione del marito che lo vorrebbe picchiare all'istante.
L'atteggiamento di Charlot desta sempre più sospetti, finché la reale sua identità sarà svelata al fidanzato della ragazza quando lo riconoscerà nella fotografia pubblicata in prima pagina sul quotidiano recante la notizia della sua fuga e delle ricerche in corso. Ci proverà Charlot a taroccare la fotografia aggiungendovi a matita barba e baffi rendendola più somigliante al fidanzato che a sé stesso, ma la polizia avvertita arriva sul posto dando origine ad una forsennata caccia all'uomo per braccare l'evaso ormai smascherato, tra la delusione della ragazza e la costernazione della di lei famiglia. Ma l'impresa di acciuffarlo sarà tutt'altro che agevole: ne va della propria libertà ed alla fine Charlot riuscirà a dileguarsi nuovamente.

## Produzione
Il film fu prodotto dalla Lone Star Corporation. Venne girato negli Studi Chaplin, al 1416 in La Brea Avenue, Hollywood.

## Distribuzione
Distribuito dalla Mutual Film, il film uscì nelle sale cinematografiche statunitensi il 22 ottobre 1917.